# Аминоклис
Аминоклис (на гръцки: Ἀμεινοκλῆς) е древногръцки мореплавател, инженер и корабостроител.

## Биография
Амеиноклес е роден през 8 век пр. Хр. в древногръцката област Коринт.

## Научна дейност
През 704 г. пр.н.е. Аминоклис пътува към остров Самос. Там построява първите по рода си четири кораба от тип Триера.